# Koło Oficerów Polskich w Petersburgu

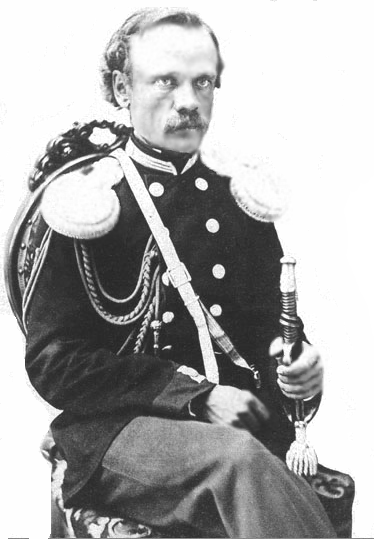
Zygmunt Sierakowski w mundurze oficera rosyjskiego

Koło Oficerów Polskich w Petersburgu – tajna organizacja konspiracyjna zawiązana w 1857 przez polskich oficerów, słuchaczy Akademii Sztabu Generalnego w Sankt Petersburgu pod kierownictwem Zygmunta Sierakowskiego.
Wpływem swym obejmowało kilkuset oficerów narodowości polskiej i rosyjskiej. Głównym celem działalności było przygotowanie współpracy spiskowców polskich i rosyjskich w walce przeciwko caratowi. Nawiązało kontakt z Mikołajem Czernyszewskim i Aleksandrem Hercenem.
W 1861 r. powołało Komitet Oficerów 1 Armii, swoją ekspozyturę w Królestwie Polskim i na ziemiach zabranych, w skład której weszli oficerowie stacjonujących tam jednostek rosyjskich.
Jego pracami kierował Jarosław Dąbrowski, a członkami byli m.in. Andrij Potebnia i Wasyl Kapliński.
Jego działacze zasilili później szeregi stronnictwa czerwonych.